# Alejandro Contreras
Alejandro Andrés Contreras Daza (Santiago, Chile, 3 de marzo de 1993) es un futbolista chileno. Juega de defensa  o lateral y su actual equipo es San Marcos de Arica de la Primera B de Chile.
Comenzó su carrera en las divisiones inferiores de Palestino, en donde logró el campeonato sub-19 de 2012. debuta en Primera División el 31 de marzo de 2013 anotando un gol frente a Deportes Antofagasta.

## Selección nacional

### Selecciones menores
En enero de 2013 es nominado a la Selección de fútbol sub-20 de Chile, para asistir al Campeonato Sudamericano a disputarse en Mendoza, Argentina.

## Clubes

### Estadísticas
| Club                         | Div.          | Temporada     | Liga  | Liga  | Copas nacionales | Copas nacionales | Torneos internacionales | Torneos internacionales | Total | Total | Media goleadora |
| Club                         | Div.          | Temporada     | Part. | Goles | Part.            | Goles            | Part.                   | Goles                   | Part. | Goles | Media goleadora |
| ---------------------------- | ------------- | ------------- | ----- | ----- | ---------------- | ---------------- | ----------------------- | ----------------------- | ----- | ----- | --------------- |
| Palestino · Chile            | 1ª            | 2012          | —     | —     | 6                | 0                | —                       | —                       | 6     | 0     | 0.00            |
| Palestino · Chile            | 1ª            | 2013          | 6     | 1     | —                | —                | —                       | —                       | 6     | 1     | 0.17            |
| Palestino · Chile            | 1ª            | 2013-14       | 17    | 0     | 3                | 0                | —                       | —                       | 20    | 0     | 0.00            |
| Palestino · Chile            | 1ª            | 2014-15       | 28    | 3     | 13               | 1                | 4                       | 0                       | 45    | 4     | 0.09            |
| Palestino · Chile            | 1ª            | 2015-16       | 29    | 0     | 3                | 0                | —                       | —                       | 32    | 0     | 0.00            |
| Palestino · Chile            | Total club    | Total club    | 80    | 4     | 25               | 1                | 4                       | 0                       | 109   | 5     | 0.05            |
| Universidad de Chile · Chile | 1ª            | 2016-17       | 22    | 1     | 4                | 0                | —                       | —                       | 26    | 1     | 0.04            |
| Universidad de Chile · Chile | 1ª            | 2017          | 6     | 1     | 8                | 0                | —                       | —                       | 14    | 1     | 0.07            |
| Universidad de Chile · Chile | 1ª            | 2018          | 10    | 1     | —                | —                | 3                       | 0                       | 13    | 1     | 0.08            |
| Universidad de Chile · Chile | Total club    | Total club    | 38    | 3     | 12               | 0                | 3                       | 0                       | 53    | 3     | 0.06            |
| O'Higgins · Chile            | 1ª            | 2019          | 8     | 0     | 1                | 0                | —                       | —                       | 9     | 1     | 0.11            |
| O'Higgins · Chile            | Total club    | Total club    | 8     | 1     | 1                | 0                | 0                       | 0                       | 9     | 1     | 0.11            |
| Deportes Iquique · Chile     | 1ª            | 2020          | 14    | 0     | —                | —                | —                       | —                       | 14    | 0     | 0.00            |
| Deportes Iquique · Chile     | Total club    | Total club    | 14    | 0     | 0                | 0                | 0                       | 0                       | 14    | 0     | 0.00            |
| Santiago Morning · Chile     | 2ª            | 2021          | 31    | 1     | 1                | 0                | —                       | —                       | 32    | 1     | 0.03            |
| Santiago Morning · Chile     | Total club    | Total club    | 31    | 1     | 1                | 0                | 0                       | 0                       | 32    | 1     | 0.03            |
| Deportes Temuco · Chile      | 2ª            | 2022          | 17    | 0     | 2                | 0                | —                       | —                       | 19    | 0     | 0.00            |
| Deportes Temuco · Chile      | Total club    | Total club    | 17    | 0     | 2                | 0                | 0                       | 0                       | 19    | 0     | 0.00            |
| Total carrera                | Total carrera | Total carrera | 188   | 9     | 41               | 1                | 4                       | 0                       | 236   | 10    | 0.04            |
| 1. 2. 3.                     |               |               |       |       |                  |                  |                         |                         |       |       |                 |

### Resumen estadístico
| Competición               | Partidos | Goles |
| ------------------------- | -------- | ----- |
| Primera División de Chile | 124      | 7     |
| Copa Chile                | 37       | 0     |
| Supercopa de Chile        | 1        | 0     |
| Copa Libertadores         | 7        | 0     |
| Selección de Chile sub-20 | 3        | 1     |
| Total                     | 172      | 8     |

## Palmarés

### Campeonatos nacionales
| Título           | Equipo               | País  | Año    |
| ---------------- | -------------------- | ----- | ------ |
| Primera División | Universidad de Chile | Chile | 2017-C |